# 一般図 (地図)
一般図（いっぱんず、英語: general map）とは、特定の主題表現がなされていない地図のことである。一般図では、地形、集落、交通路のみが描写対象になる。
一般図に該当するものとして、国土地理院発行の地形図、地勢図、地方図、地方自治体発行の白地図、学校教育で用いられる地図帳の基本図などが挙げられる。
一般図は、主題図を作成するうえでのベースマップになる。